# Everything (Mr. Children)
Eveything è l'album di debutto del gruppo musicale giapponese Mr. Children pubblicato il 10 maggio 1992. L'album è arrivato alla venticinquesima posizione della classifica Oricon ed ha venduto 451,440 copie.

## Tracce
1. Lord I Miss You (ロード・アイ・ミス・ユー?) - 3:42
2. Mr.Shining Moon - 4:23
3. Kimi ga Ita Natsu (君がいた夏?) - 5:54
4. Kaze ~The wind knows how I feel~ (風 ~The wind knows how I feel~?) - 3:16
5. Tameiki no Nichiyoubi (ためいきの日曜日?) - 5:55
6. Tomodachi no mama de (友達のままで?) - 3:55
7. Children's world - 5:07